# 바누아레부섬

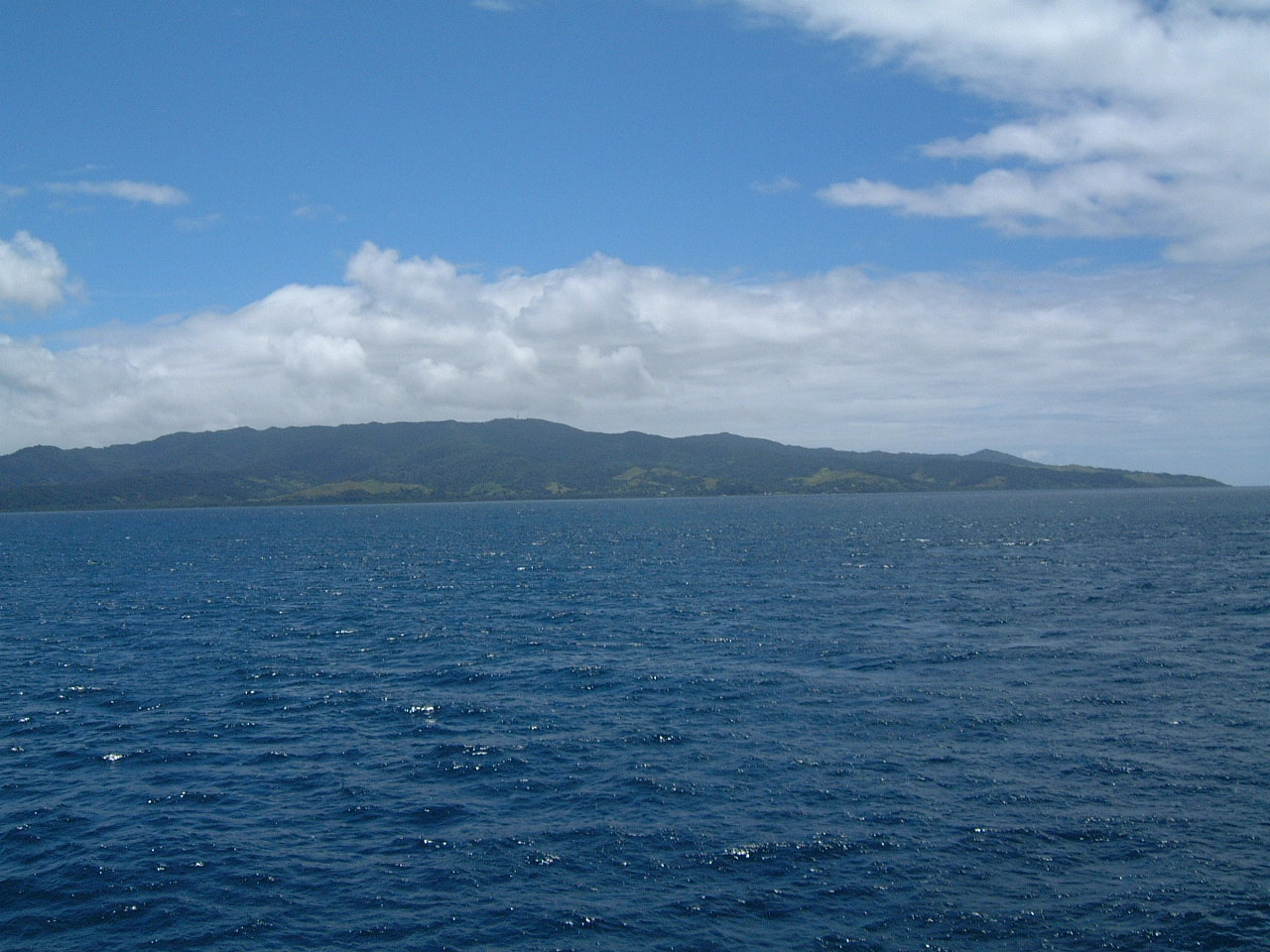
바누아레부섬

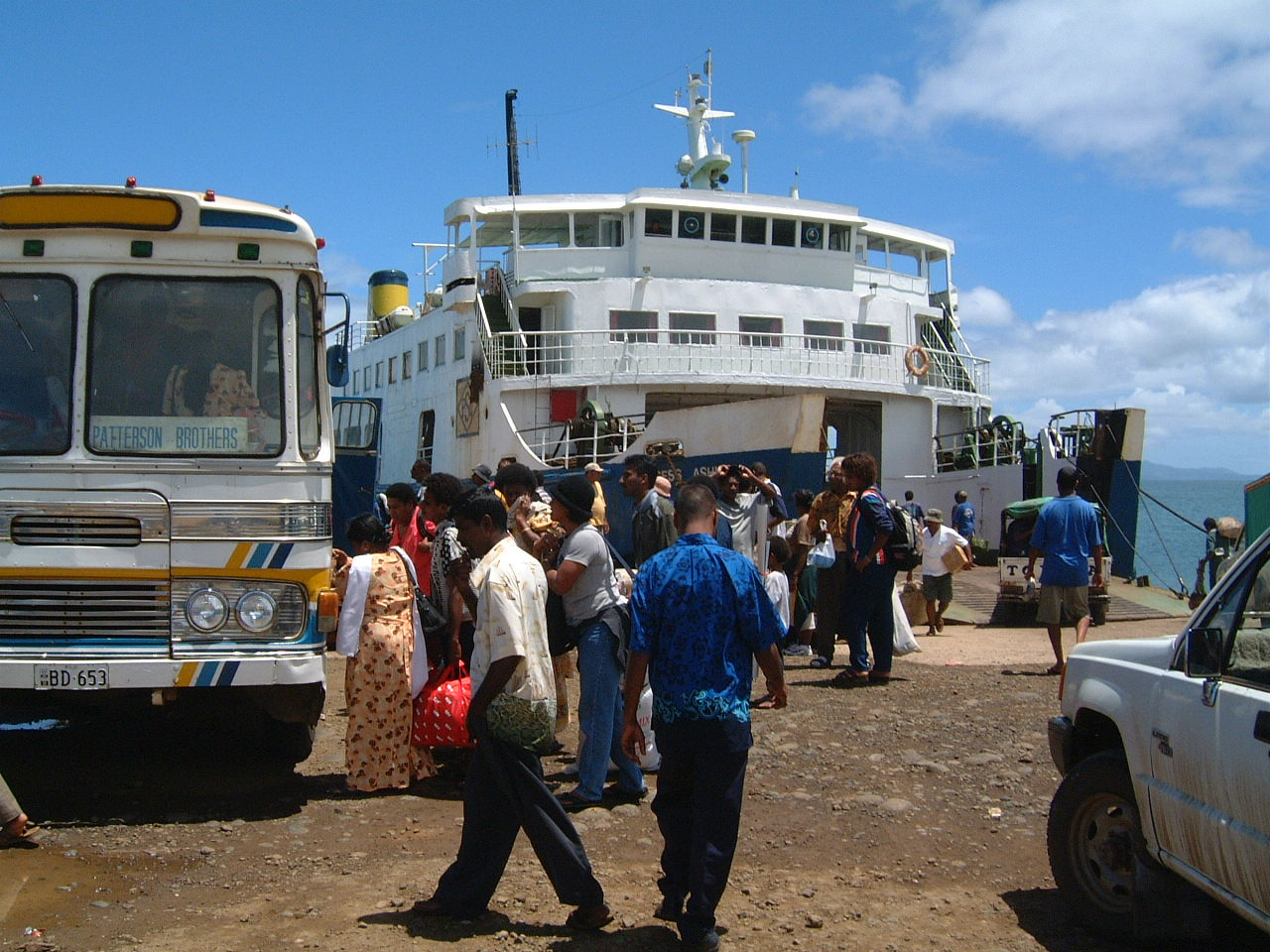
나보우왈루항에 있는 버스와 페리

바누아레부섬(피지어: Vanua Levu, IPA: [βaˈnua ˈleβu])은 피지의 섬으로, 피지에서 두 번째로 큰 섬이다. 면적은 5,587.1km2, 인구는 약 130,000명이며 길이는 180km, 넓이는 50km이다.
1643년 네덜란드의 탐험가 아벌 타스만이 발견했으며 1860년대 오스트레일리아와 뉴질랜드에서 온 이민자들이 이 곳에 코코넛 농장을 세웠다.